# Diadegma chrysostictos
Diadegma chrysostictos là một loài tò vò trong họ Ichneumonidae.